# Stylaster scabiosus
Stylaster scabiosus är en nässeldjursart som beskrevs av Hjalmar Broch 1935. Stylaster scabiosus ingår i släktet Stylaster och familjen Stylasteridae. Inga underarter finns listade i Catalogue of Life.